# Zoula (Réo)
Pour les articles homonymes, voir Zoula.
Zoula est un village du département et la commune urbaine de Réo, situé dans la province du Sanguié et la région du Centre-Ouest au Burkina Faso.

## Géographie
Zoula se trouve à 6 km au sud de Réo, le chef-lieu de la province, ainsi qu'à 6 km à l'ouest du centre de la grande métropole régionale de Koudougou. La commune est à 2 km au nord de la route nationale 14 et à 6 km au sud de la route nationale 21.

## Démographie
| 2003  | 2006  | 2012 |
| ----- | ----- | ---- |
| 9 182 | 8 847 | -    |

## Éducation et santé
Zoula accueille un centre de santé et de promotion sociale (CSPS) tandis que le centre médical avec antenne chirurgicale (CMA) se trouve à Réo.